# Stor lövdaggmask
Stor lövdaggmask (Lumbricus rubellus) är ett ryggradslöst djur som tillhör klassen gördelmaskar. 